# Påstående
Påstående är ett begrepp inom logiken. Ett påstående kan vara sant eller falskt.

## Typer av påståenden
Ett kategoriskt påstående kan formuleras som Alla A är B.
Ett hypotetiskt påstående är ett obevisat påstående.

## Påståenden inom matematiken
Inom matematiken skiljer man mellan följande typer av påståenden:
Uttrycksform
- ekvation som innehåller ett likhetstecken
- olikhet som innehåller ett olikhetstecken
- existens
- generalitet

Villkor
- definition - påstående som avgör ett nytt begrepps betydelse
- axiom (postulat) - påstående som man förutsätter är sant utan bevisning
- förmodan (antagande, hypotes) - obevisat påstående
- sats - bevisat påstående
  - lemma - hjälpsats
  - korollarium - följdsats